# Fredrik Wikingsson
Fredrik Wikingsson, född 16 augusti 1973 i Trollhättan, Västergötland, är en svensk programledare, författare och journalist i Kanal 5, mest känd som ena halvan av duon Filip & Fredrik.

## Biografi

### Bakgrund
Wikingsson föddes i Trollhättan men växte upp i Otterbäcken i Gullspångs kommun och i Ljungaverk i Ånge kommun, och flyttade sen med sin familj till Sundsvall och gick på Nivrenaskolan. Wikingsson läste senare det naturvetenskapliga programmet på Hedbergska skolan (nuvarande Sundsvalls gymnasium) och studerade till journalist vid Mitthögskolan (nuvarande Mittuniversitetet). Efter examen 1996 flyttade han till Stockholm och började arbeta som journalist. Han har bland annat varit skribent på Veckorevyn och redaktör på Café. Det var på Aftonbladet som han mötte Filip Hammar med vilken han kom att skapa en TV-karriär. 

### Filip och Fredrik

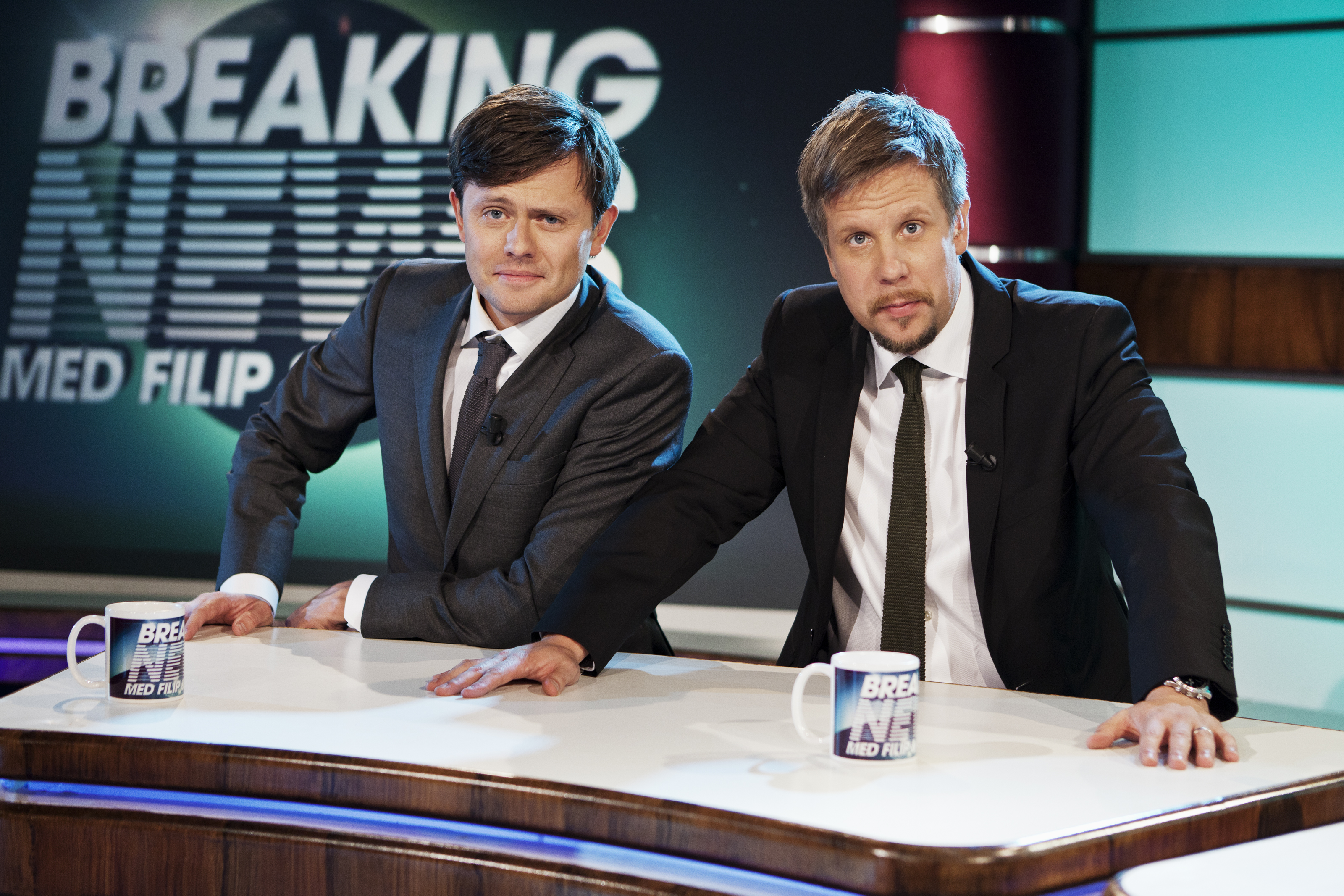
Filip och Fredrik i Breaking News 2012.

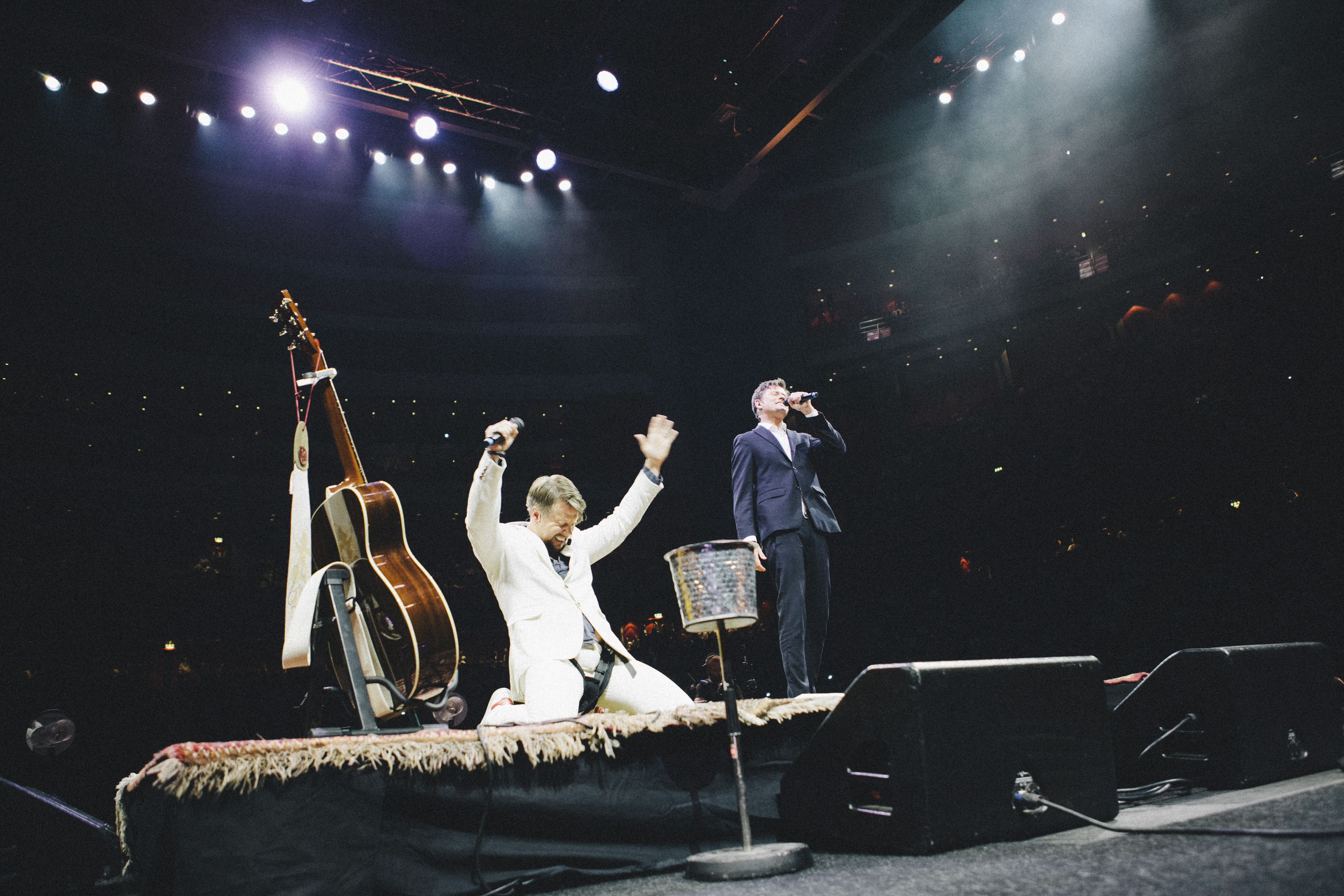
Filip och Fredrik live i Globen i Stockholm 2014.

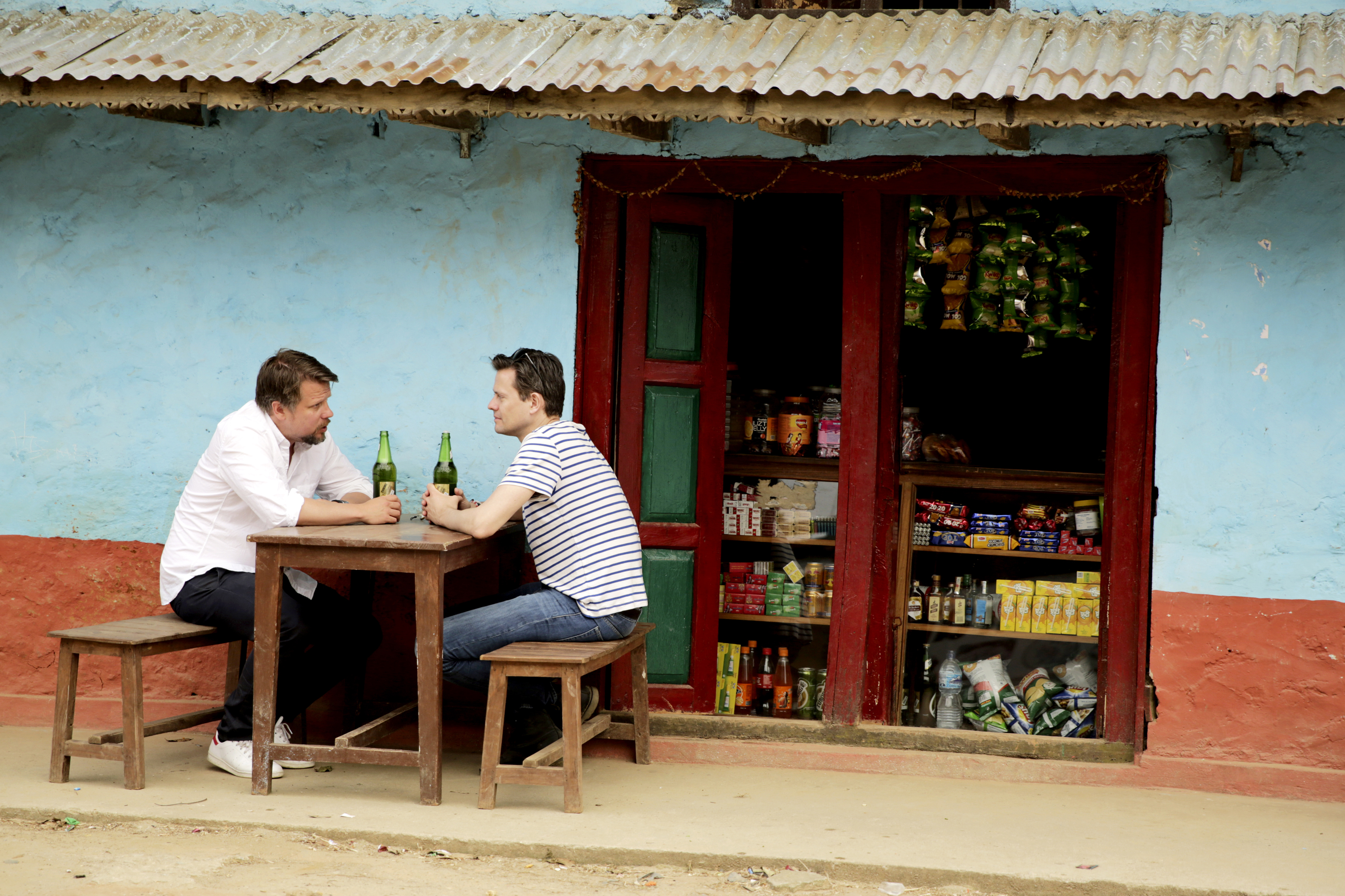
Filip och Fredrik i Nepal i tv-serien Jorden runt på 6 steg 2015.

Wikingsson mötte journalisten Filip Hammar på Aftonbladet sommaren 1996 där de båda arbetade som skribenter. Efter en Rebecka Törnqvist-konsert blev de vänner. De genomförde, tillsammans med Anders Pihlblad, sin första gemensamma USA-resa i december 1996. TV-debuten kom genom programmet Hello Sydney (2000). Genombrottet kom dock med hans och Filips egna tv-program Ursäkta Röran (Vi bygger om) som sändes 2002 i TV4. Programmet stoppades efter bara fyra program på grund av anmälningar till granskningsnämnden efter att ha gått omkring på Stockholms centralstation och tafsat på manliga personer i skreven. Efter Ursäkta röran skapade Filip och Fredrik programmet Öppna dagar (Öppna Kanalen, Stockholm). Radarparet fick ännu större kändisskap 2003 då High Chaparall för första gången sändes i TV. De vann 2006 tre Kristallen-priser, och var sommaren 2007 sommarpratare i Sommar i P1 där de berättade om sin första USA-resa tillsammans, vilken väckte en kärlek för landet och även en djup vänskap dem emellan. Under 2009 tillbringade Filip och Fredrik ett drygt halvår i New York där de tillsammans med produktionsbolaget Stockholm-Köpenhamns grundare Henrik Bastin producerade och ledde det direktsända tv-programmet Söndagsparty med Filip & Fredrik.
Under hösten 2012 startade Filip och Fredrik det egna produktionsbolaget Nexiko. Tillsammans med Filip Hammar vann han Kristallen 2016 som årets manliga programledare.

### Privatliv
Wikingsson är sedan 1 januari 2005 gift med Johanna Swanberg, före detta chefredaktör på tidningen Ruby. Tillsammans har de två döttrar.

## Massmedia

### TV-program

#### Egna program
- Ursäkta Röran (Vi bygger om) (2002)
- Öppna dagar (2003)
- High Chaparall (2003-2005, 2008)
- 100 höjdare (2004-2008)
- Grattis Världen (2005)
- Ett herrans liv (2006-2007)
- Myggan (2007-2008)
- Boston Tea Party (2007-2010)
- Vem kan slå Filip & Fredrik? (2008-)
- Racet till Vita Huset (2008)
- Söndagsparty med Filip & Fredrik (2009)
- Lite sällskap (2010)
- Nittileaks (2011)
- Breaking News med Filip och Fredrik (2011-2013, 2015)
- Får vi följa med? (2012)
- Hissen (2013)
- Nugammalt (2013)
- La Bamba (2014)
- Ska vi göra slut? (2014)
- Jorden runt på 6 steg (2015)
- Alla mot alla med Filip och Fredrik (2019–)

### Egna filmer
- Trevligt folk (2015)
- Tårtgeneralen (2018)
- Den sista resan (2024)

## Övrigt
- Vinnare (reporter) (1997)
- Hello Sydney (2000)
- Position X (gäst) (2002)
- Sen kväll med Luuk (gäst) (2003)
- Studio Virtanen (gäst) (2006)
- Förkväll (gäst) (2006)
- Stina! (gäst) - S01E04 (2007-04-06)
- Sverige dansar och ler - S01E01 (2007-04-20)
- Sverige dansar och ler - S01E05 (2007-05-21)
- Sommartorpet (gäst) - S06E04 (2007-07-02)
- EKG (gäst) - S01E08 (2007-12-17)
- Videokväll hos Luuk (gäst) - S01E12 (2007-12-30)
- På spåret (tävlande) (2007-)
- Sverige Pussas och Kramas - S01E01 (2008-04-02)
- Robins (gäst) - S04E03 (2008-10-31)
- Skavlan (gäst) - S01E02 (2009-01-23)
- Förkväll (gäst) - (2009-11-18)
- På spåret (tävlande) (2007-2010)

### Radio
- Sommarvärd i Sommar i P1 2007 och den 29 juni 2014.[10][11]